# Балчешти (Горж)
Балчешти (рум. Bălcești) насеље је у Румунији у округу Горж у општини Бенђешти-Чокадија. Oпштина се налази на надморској висини од 342 m.

## Становништво
Према подацима из 2002. године у насељу је живело 955 становника, од којих су сви румунске националности.